# 拉贝里
拉贝里（法語：Labeyrie，法語發音：[labeʁi]）是法国大西洋比利牛斯省的一个市镇，属于波城区。

## 地理
拉贝里（43°32'30"N, 0°37'16"W）面积3.69 平方千米，位于法国新阿基坦大区大西洋比利牛斯省，该省份为法国东南部省份，涵盖了贝阿恩与北巴斯克，西临大西洋比斯開灣，北至朗德省，东北接热尔省，东临上比利牛斯省，南与西班牙接壤。
与拉贝里接壤的市镇（或旧市镇、城区）包括：巴塞尔克勒、卡斯泰尔内、阿热托班、拉卡代、圣梅达尔、索德纳瓦耶。

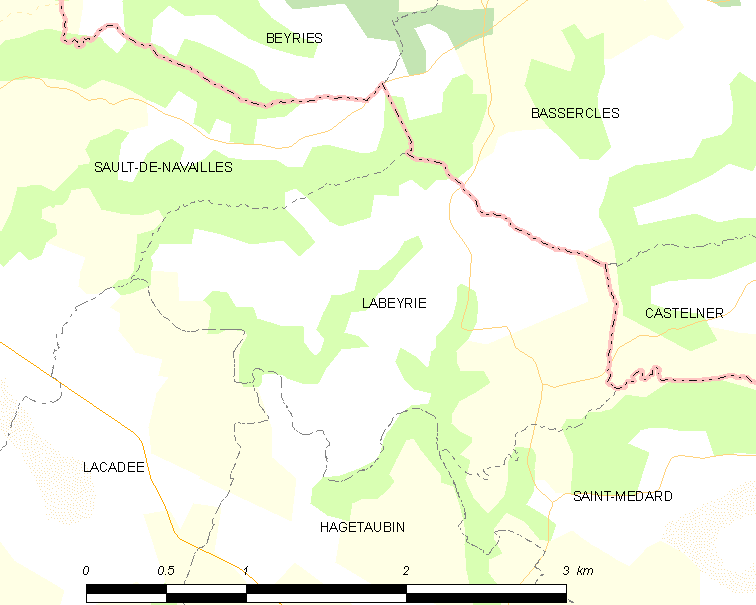
拉贝里的OSM定位图

拉贝里的时区为UTC+01:00、UTC+02:00（夏令时）。

## 行政
拉贝里的邮政编码为64300，INSEE市镇编码为64295。

## 政治
拉贝里所属的省级选区为阿尔蒂克斯和苏贝斯特尔地区县。

## 人口

1962-2008年间拉贝里人口变化图示

拉贝里于2022年1月1日时的人口数量为106人。